# 리카르도 카촐라
리카르도 카촐라(이탈리아어: Riccardo Cazzola, 1985년 8월 10일 ~ )는 이탈리아의 축구 선수이다. 현재는 세리에 D의 클럽 비르투스 베르가모에서 뛰고 있다.